# National Youth Service Corps

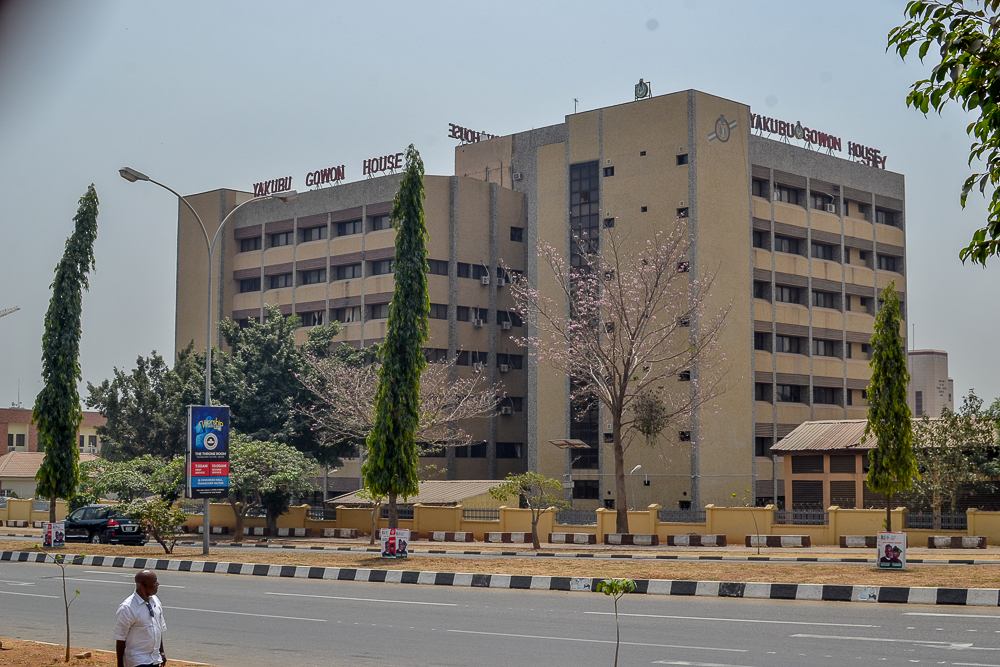
Siège national du NYSC à Abuja

Le National Youth Service Corps (NYSC), est créé en 1973 après la guerre civile du Biafra dans le but de réconcilier les différentes populations du Nigeria. C'est un programme de service civil obligatoire d'une année pour les jeunes nigérians diplômés des universités du Nigeria pour participer à la construction de la nation et au développement du Nigeria.

## Histoire
Le NYSC a été créé le 22 mai 1973 par le gouvernement nigérian pendant le régime militaire du général Yakubu Gowon dans l'optique de réconcilier la population et reconstruire la nation après la guerre civile du Biafra,. Le décret n ° 24 qui créé ce Service civique obligatoire, stipule que cela a été fait "en vue d'encourager et de développer correctement les liens communs entre les jeunes du Nigéria et de promouvoir l'unité nationale" et cela sans créer de service militaire que le Nigeria ne possède pas. Le Nigeria, qui ne dispose pas de service militaire, a créé ce service civil afin d'impliquer les jeunes diplômés des universités et des écoles polytechniques nigérianes dans la reconstruction du pays,. Le 16 juin 1993, le Décret n°51 a remplacé le premier en l'amendant et il a été retenu dans la Constitution de la république fédérale du Nigeria en 1999 comme une loi. Le NYSC est donc reconnu légalement dans la constitution et les effets ou activités liées au décret sont du ressort de l'État fédéral.
Ahmadu Ali a été le premier directeur général du NYSC jusqu'en 1975. Le général de division Suleiman Kazaure nommé directeur général du NYSC le 18 avril 2016, l'est resté jusqu'à son redéploiement au Centre de ressources de l'armée nigériane le 26 avril 2019. Jusqu'à sa nomination, Shuaibu Ibrahim, le nouveau patron du NYSC était le registraire de l'Université de l'armée nigériane situé à Biu dans l'État de Borno.

## Opération
Censé permettre la reconstruction du Nigeria au-delà des différences ethniques, culturelles et religieuses, les jeunes participants au National Youth Service Scheme sont affectés dans des États autres que leur État d'origine. Cela doit leur permettre de se mêler à des personnes de différents groupes ethniques, sociaux et familiaux, et d'apprendre la culture des indigènes dans l'endroit où ils sont postés. Cette action vise à réaliser l'unité dans le pays, aider les jeunes à apprécier les autres ethnies et les réconcilier. La période « d'orientation » d'environ trois semaines est passée dans un « camp » contrôlé par l'armée loin de la famille et des amis. Ces camps sont situés dans les 36 états de la fédération. La période d'orientation est conclue par une «cérémonie d'évanouissement», après quoi les membres du corps sont affectés à leur lieu d'affectation principal (PPA). On s'attend à ce qu'ils travaillent en tant que personnel à temps plein dans leur PPA, à l'exception d'une journée de travail consacrée à l'exécution du service de développement communautaire communément appelé CDS. Après onze mois à leur PPA, les membres du Corps ont droit à un mois de vacances puis ils reçoivent des certificats d'achèvement lors de leur dernière cérémonie d'évanouissement.

### Admissibilité au service
Bien qu'étant un service civil obligatoire d'un an et essentiel pour pouvoir postuler à certains types d'emplois, le diplômé, futur incorporé, doit être âgé de moins de 30 ans au moment de l'obtention de son diplôme, sinon il recevra un certificat d'exemption, qui équivaut également au certificat de décharge NYSC. Un diplômé qui a obtenu son diplôme avant l'âge de 30 ans mais qui n'a pas pu effectuer son année de service reste toujours éligible à l'incorporation, la date de son certificat faisant foi. NYSC est obligatoire car c'est le gouvernement qui délivre les exemptions et les diplômés du pays ne peuvent pas en demander une par eux-mêmes, sauf s'ils sont handicapés, ont servi dans l'armée ou les paramilitaires pendant une période de plus d'un an ou ont plus de 30 ans lorsqu'ils ont obtenu leur diplôme. Les diplômés à temps partiel (CEP) bénéficient d'exemptions, car ils ne sont pas autorisés à servir,.

### Conditions d'inscription
Diverses exigences administratives sont nécessaires : adresse e-mail valide, un numéro de téléphone nigérian (GSM), accréditations de leurs établissements et traduction de leurs certificats en anglais et l'inscription doit être faite personnellement et non par procuration. De plus, un contrôle biométrique est désormais obligatoire.

## Emploi et NYSC
Les diplômés nigérians ne sont éligibles à l'emploi dans l'administration gouvernementale (et dans de nombreux établissements privés) que s'ils ont terminé le service obligatoire d'un an ou obtenu les exemptions règlementaires. Les diplômés exemptés incluent ceux âgés de plus de trente ans et ceux ayant un handicap physique. Au cours de l'année de service, les membres du Corps ont la possibilité d'apprendre les cultures d'autres personnes.

## Objectifs du programme
Le Programme du Service national des jeunes a plusieurs objectifs et ces derniers sont énumérés dans le décret n° 51 du 16 juin 1993 comme suit :
- Inculquer la discipline aux jeunes nigérians en leur inculquant une tradition d'industrie au travail et de service patriotique et loyal au Nigéria dans toutes les situations où ils se trouvent[6].
- Élever le ton moral des jeunes nigérians en leur donnant la possibilité d'apprendre des idéaux plus élevés de réalisation nationale, d'amélioration sociale et culturelle[6]
- Développer chez la jeunesse nigériane les attitudes d'esprit, acquises par le partage d'expérience et une formation adaptée. ce qui les rendra plus aptes à se mobiliser dans l'intérêt national[6]
- Permettre aux jeunes nigérians d'acquérir l'esprit d'autonomie en les encourageant à développer des compétences pour l'auto-emploi[6]
- Contribuer à la croissance accélérée de l'économie nationale[6]
- Développer des liens communs entre les jeunes nigérians et promouvoir l'unité et l'intégration nationales[6]
- Pour éliminer les préjugés, éliminer l'ignorance et confirmer de première main les nombreuses similitudes entre les Nigérians de tous les groupes ethniques[6]
- Développer un sens de l'existence corporative et du destin commun du peuple nigérian[6].
- La répartition équitable des membres du corps de service et l'utilisation efficace de leurs compétences dans le domaine des besoins nationaux[6]
- Que dans la mesure du possible, les jeunes soient affectés à des emplois dans des États autres que leur État d'origine[15]
- Que ce groupe de jeunes affectés à travailler ensemble soit aussi représentatif du Nigeria que possible[16]
- Que les jeunes nigérians sont exposés aux modes de vie des gens dans différentes régions du Nigeria[16]
- Que les jeunes nigérians sont encouragés à éviter l'intolérance religieuse en s'accommodant des différences religieuses[16]
- Que les membres du corps de service soient encouragés à rechercher, à la fin de leur service national d'un an, un emploi de carrière dans tout le Nigeria, favorisant ainsi la libre circulation de la main-d'œuvre[16]
- Que les employeurs sont incités en partie par leur expérience avec les membres du corps des militaires à employer plus volontiers et de manière permanente, des Nigérians qualifiés, quel que soit leur État d'origine[16].

## Commandants du corps
- mai 1973-1975 - général Ahmadu Ali
- (en fonction en janvier 2010) - Général de brigade Maharazu Tsiga[16]
- 18 avril 2016-26 avril 2019 - Suleiman Kazaure
- 26 avril 2019-2022 Major-général Shuaibu Ibrahim
- 2022 - Général de brigade MK Fadah

## Critiques
Le programme a été critiqué par une partie du pays. Révélateur des problèmes de réconciliation, dix jeunes exécutant le programme NYSC ont été tués dans les régions où ils ont été envoyés en raison de violences religieuses, ethniques ou politiques après les élections présidentielles de 2010,,. Les membres du Corps se sont aussi plaints de leur rémunération,. En 2010, 43% des jeunes interrogés ont estimé que le programme a été important pour leur développement.
Des doutes ont surgi sur l'importance du programme et des demandes pour discuter du sujet ou pour développer des mesures préventives pour éviter de futurs incidents dues aux violences ou améliorer le développement personnel des jeunes enrôlés. L'intégrité et les objectifs du programme semblent atteints pour le domaine du développement économique et doivent être maintenus mais des améliorations sur les domaines où sa performance est faible semble nécessaire en abordant les questions susmentionnées. Récemment, certains hommes politiques ont demandé que le NYSC soit supprimé. Entre  autres raisons, les délais entre l'obtention du diplôme, et l'entrée dans le programme NYSC qui tend à s'allonger vers 25 à 30 ans empêchant ensuite les jeunes d'être embauchés à cause de leur âge. Un projet de loi, parrainé par Awaji-Inombek Abiante citant l'insécurité dans le pays, les meurtres incessants de membres du corps et l'incapacité des entreprises à retenir les membres du corps après le service en raison de l'économie défaillante comme des raisons pour la suppression du NYSC,. Cet appel à la suppression de NYSC a été accueilli avec des sentiments mitigés. Alors que certains anciens dirigeants sont contre sa suppression parce que ses gains l'emportent sur ses pertes, certains Nigérians estiment que le programme a perdu son utilité et devrait être abandonné pour éviter de mettre en danger la vie de Nigérians innocents à cause de l'insécurité et du stress inutile d'un an,.